# 三水会
三水会（さんすいかい）とは、三和グループの会長・社長クラスの役員のための親睦会である。本記事では、三水会の後継社長会である水曜会（すいようかい）についても解説する。

## 概要
三和グループの結束を強めるための経営者（社長級）の交流会として、三和系列の22社をメンバー（#水曜会のメンバー企業を参照）として1967年2月23日に発足した。名称は、毎月第三週の水曜日に会合を開くことに由来する。それ以降、この三水会の下部組織としてクローバー会（副社長、専務級の交流会、加盟会社数44社）、みどり会（加盟会社数147社）が発足した。
三水会は三和グループの社長会であったが、三和銀行が東海銀行と合併してUFJ銀行が設立されたのに伴い、旧東海銀行の親密先4社が加入して水曜会に改組された。
クローバー会は三和グループの実働部隊であったが、UFJ銀行の設立に伴って解散した。一方、みどり会は法人化されて活動しており、実質的に三和グループの活動主体となっている。

## 水曜会のメンバー企業
太字の企業は三水会発足時メンバーである。特別な記載のない企業はすべてみどり会のメンバー企業である。

### 現在のメンバー企業
山口財閥・鴻池財閥系列
- 日本生命保険

日窒コンツェルン系列
- 積水ハウス
- 積水化学工業

鈴木商店系列
- 帝人

岩井産業系列（最勝会グループ）
- トクヤマ（旧：徳山曹達）
- 関西ペイント

日産コンツェルン系列（春光グループ）
- プロテリアル（旧：日立金属）
- カナデビア（旧：日立造船）
- 新明和工業

トヨタ自動車系列
- ダイハツ工業

旧東海銀行の親密先
- J.フロント リテイリング
- スズケン
- 東海旅客鉄道
- ユニー

重複加盟
- 三菱UFJ銀行（中核企業。前身の三和銀行→UFJ銀行が三水会・水曜会の中核企業だが、同じく前身の三菱銀行→東京三菱銀行が三菱系なので三菱グループと重複。）
- 三菱UFJ信託銀行（前身の東洋信託銀行→UFJ信託銀行が、同じく前身の三菱系である三菱信託銀行と合併したことにより三菱グループと重複。）
- 双日（第一勧銀グループと重複。鈴木商店系列かつ岩井産業系列〈最勝会グループ 〉）
- 神戸製鋼所（第一勧銀グループと重複。鈴木商店系）
- 日立製作所（第一勧銀グループ・芙蓉グループと重複。日産コンツェルン系列〈春光グループ〉）
- 日本通運（第一勧銀グループと重複。）
- 商船三井（三井グループと重複。）
- 田辺三菱製薬（三菱グループと重複。）

その他
- 岩谷産業
- 髙島屋
- 大林組
- 錢高組
- 東洋建設
- サントリーホールディングス
- 伊藤ハム米久ホールディングス
- ユニチカ
- UBE（旧：宇部興産）
- コスモエネルギーホールディングス
- 中山製鋼所
- NTN
- 岩崎通信機
- 日東電工
- シャープ
- 京セラ
- HOYA
- 阪急阪神ホールディングス
- オリックス
- 大阪ガス（旧大和銀の同根・主力融資先を中心とした関連団体・大輪会から準主力行ということで加入）
- TOYO TIRE（旧：東洋ゴム工業）

### 過去のメンバー企業
- 藤沢薬品工業（現・アステラス製薬。旧・山之内製薬と合併後にみどり会からも脱退。）
- 大阪セメント（現・住友大阪セメント。住友グループであった旧・住友セメントと合併後みどり会からも離脱。現在は白水会および住友グループ広報委員会のメンバーである。）
- 日立化成（現・レゾナック。芙蓉グループである昭和電工〈現・レゾナック・ホールディングス〉による子会社化と昭和電工マテリアルズへの社名変更と同時にみどり会、春光グループからも離脱。）
- 日立電線（日立金属〈現・プロテリアル〉と合併。）
- 日新製鋼 → 日鉄日新製鋼（現・日本製鉄。日本製鉄による子会社化と日鉄日新製鋼への社名変更と同時にみどり会、最勝会グループからも離脱。）

以上